# Nomioides splendidus
Nomioides splendidus är en biart som beskrevs av Blüthgen 1925. Nomioides splendidus ingår i släktet Nomioides och familjen vägbin. Inga underarter finns listade i Catalogue of Life.